# Олександр (Чекановський)
Олександр (в миру Олексій Іванович Чекановський; 1881 — 10 грудня 1937) — богослов, професор Київської духовної академії. Єпископ Російської православної церкви, єпископ Липовецький і Бердичівський, а згодом митрополит Київський і Галицький Православної церкви СССР. Убитий у тюрмі НКВД СССР. 

## Біографія
Народився 21 грудня 1881 року в Воронезької губернії.
1905 року закінчив Київську духовну академію зі ступенем кандидата богослов'я і з правом отримання ступеня магістра без нових усних випробувань і залишений професорським стипендіатом. З 1906 року викладав у Самарській духовної семінарії. 1911 року за твір «До з'ясуванню вчення про самознищення Господа нашого Ісуса Христа» (Виклад і критичний розбір кенотичих теорій про Особу Ісуса Христа) удостоєний звання магістра богослов'я. З 1912 року — доцент.
1913 року висвячений в сан пресвітера і призначений екстраординарним професором Київської духовної академії. 1921 року пострижений у чернецтво і возведений у сан архімандрита. 1921 року в Києві хіротонізований на єпископа Липовецького і Бердичівського, вікарія Київської єпархії. Хіротонію очолив митрополит Київський Михаїл Єрмаков. За даними М. Є. Губоніна, в 1921–1922 був єпископом Уманським, вікарієм Київської єпархії, що не підтверджується іншими джерелами.
11 вересня 1922 року переходить в Православну церкву СССР, де отримує титул єпископа Бердичівського та Уманського, член Всеукраїнського вищого церковного управління.
З 1921 по 1924 рік єпископ Олександр проживає в Бердичеві при Миколаївській церкві, яка стала кафедральним собором. За цей час багато парафій в окрузі переходять від московських тихоновців до ПЦ СССР. 
1924 року архієпископ, вікарій Київської митрополії.
У січні 1925 року стає членом Всеукраїнського синоду.
Після обрання архієпископа Олександра 1928 року митрополитом Київським і Галицьким, він очолив цю гілку православної церкви як Першоієрарх України. Тепер його кафедральним собором стає Притисько-Миколаївська церква в Києві.
Був викладачем Вищої Богословської української школи в Києві в роки улаштування Церкви СССР в Україні.
В кінці 1937 року заарештований за звинуваченням в участі контрреволюційної організації і контрреволюційної агітації. Засуджений до вищої міри покарання. 10 грудня 1937 року розстріляний.

## Твори
- «Степень неизменности догмата». Киев, 1913.
- «К уяснению учения о самоуничижении Господа нашего Иисуса Христа»: (Изложение и критический разбор кенотических теорий о Лице Иисуса Христа). Киев, 1910.
- «Искупительный подвиг Христа Спасителя с точки зрения церковного учения о Лице Его». Киев, 1913.
- «О церковной дисциплине». «Церк. Обновл.» 1925, № 9, с. 75.